# دان ميرفي (صحفي رياضي)
دان ميرفي (بالإنجليزية: Dan Murphy)‏ هو صحفي رياضي أمريكي، ولد في 6 مايو 1970.